# 維波特角
維波特角（英語：Newport Point），是南極洲的海岬，位於羅斯島西部，由新西蘭地理委員會命名，以新西蘭研究隊的木匠命名，現時由南極條約體系管理。